# Paulo Sousa
Paulо Sоusa, właśc. Paulo Manuel Carvalho de Sousa (wym. [ˈpaw.lu ˈso.zɐ]; ur. 30 sierpnia 1970 w Viseu) – portugalski piłkarz i trener piłkarski.
W latach 1991–2002 reprezentant Portugalii. Mistrz Świata U-20 z 1989. Uczestnik Mistrzostw Europy 1996, 2000 oraz Mistrzostw Świata 2002.
Karierę piłkarską rozpoczynał w Benifce, z którą sięgnął po mistrzostwo Portugalii, a także krajowe puchary. Następnie występował w Sportingu CP, skąd w 1994 trafił do Juventusu. W barwach włoskiego klubu sięgnął po mistrzostwo Włoch, krajowe puchary, a w sezonie 1995/1996 wygrał rozgrywki Ligi Mistrzów UEFA. W sezonie 1996/1997 jako zawodnik Borussii Dortmund po raz drugi w karierze zwyciężył w Lidze Mistrzów, a także zdobył Puchar Interkontynentalny i Superpuchar Niemiec. Po zakończeniu kariery piłkarskiej został trenerem pracując w Europie, Azji i Ameryce Południowej – w 2014 zdobył mistrzostwo Izraela z Maccabi Tel Awiw, a w 2015 mistrzostwo Szwajcarii z FC Basel. W latach 2011–2012 zdobył Superpuchar i Puchar Ligi Węgierskiej z Videotonem. W 2021 pełnił funkcję selekcjonera reprezentacji Polski w piłce nożnej, którą poprowadził na Mistrzostwach Europy 2020.

## Kariera reprezentacyjna
W seniorskiej reprezentacji Portugalii zadebiutował 16 stycznia 1991 w zremisowanym 1:1 towarzyskim meczu z Hiszpanią. Dla drużyny narodowej rozegrał 51 oficjalnych spotkań międzypaństwowych, a ostatnim z nich był wygrany 2:0 pojedynek z Chinami w 2002. Jako reprezentant kraju uczestniczył w Euro 1996 oraz Euro 2000, był także w składzie reprezentacji na Mistrzostwa Świata 2002, lecz nie wystąpił tam w żadnym spotkaniu.
Karierę piłkarską zakończył przedwcześnie, w wieku 31 lat, z powodu wielu poważnych kontuzji, z którymi zmagał się na przestrzeni lat.

## Trener
Po zakończeniu kariery piłkarskiej Sousa przez pół roku był asystentem selekcjonera reprezentacji Portugalii, Carlosa Queiroza. W latach 2008–2010 prowadził drużyny angielskiej Championship Queens Park Rangers, Swansea City i Leicester. W latach 2011–2013 był szkoleniowcem węgierskiego Videoton FC, następnie Maccabi Tel Awiw i FC Basel, z którymi sięgnął po mistrzostwa kraju. W latach 2015–2017 prowadził włoską ACF Fiorentinę. W następnych latach Sousa trenował chiński Tianjin Tianhai oraz francuski Girondins Bordeaux.
21 stycznia 2021 został selekcjonerem reprezentacji Polski. Zastąpił na tym stanowisku Jerzego Brzęczka. Poprowadził reprezentację na Mistrzostwach Europy 2020, gdzie Polska po remisie z Hiszpanią (1:1) i porażkach ze Słowacją (1:2) oraz Szwecją (2:3) zajęła ostatnie miejsce w grupie E, a także w eliminacjach do Mistrzostw Świata 2022, zajmując z polską drużyną narodową drugie miejsce w grupie I, gwarantujące udział w barażach. 29 grudnia 2021 rozwiązał kontrakt z Polskim Związkiem Piłki Nożnej za porozumieniem stron.
Tego samego dnia został ogłoszony trenerem brazylijskiego klubu CR Flamengo. Został zwolniony 10 czerwca 2022 roku.
15 lutego 2023 został oficjalnie ogłoszony nowym szkoleniowcem US Salernitana 1919. Umowa została podpisana na pół roku, z opcją przedłużenia o dwa lata pod warunkiem, że klub utrzyma się w Serie A. Został zwolniony 10 października 2023 roku.

## Osiągnięcia

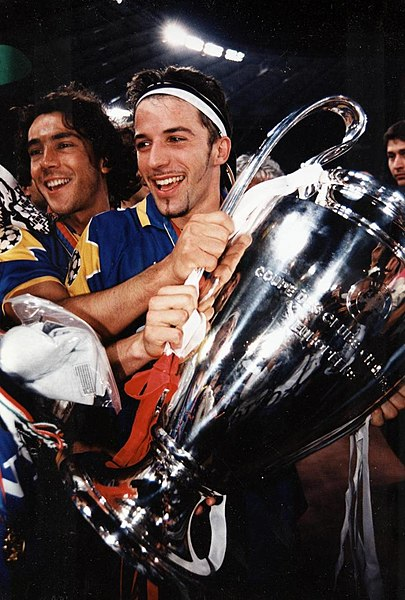
Del Piero i Sousa z pucharem Ligi Mistrzów – Rzym, 22 maja 1996

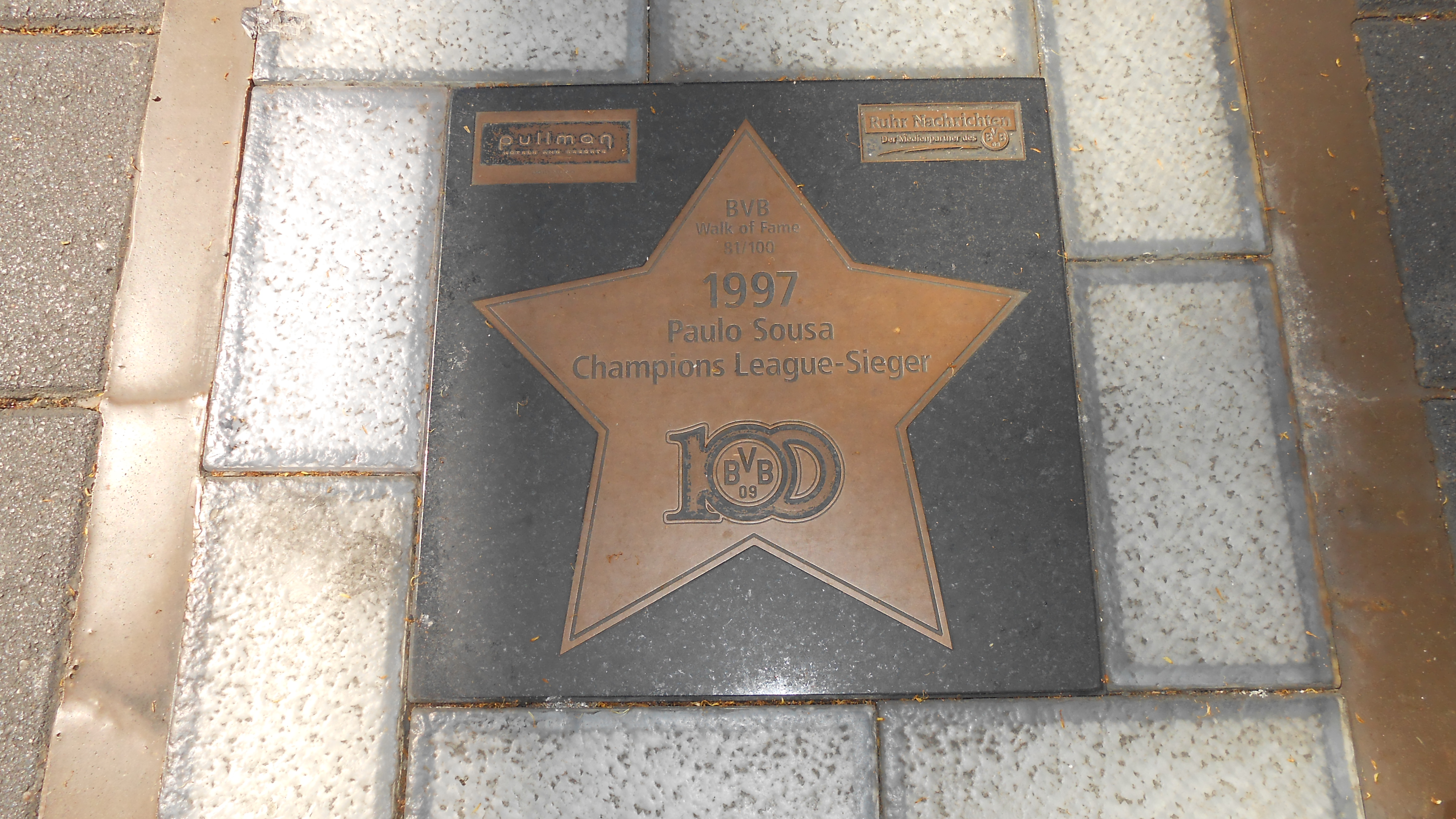
Gwiazda Sousy w Alei Sław Borussii Dortmund

### Zawodnicze
SL Benfica
- Mistrzostwo Portugalii (1x): 1990/91
- Puchar Portugalii (1x): 1992/93
- Superpuchar Portugalii (1x): 1989

Juventus
- Mistrzostwo Włoch (1x): 1994/95
- Puchar Włoch (1x): 1994/95
- Liga Mistrzów UEFA (1x): 1995/96
- Superpuchar Włoch (1x): 1995

Borussia Dortmund
- Liga Mistrzów UEFA (1x): 1996/97
- Superpuchar Niemiec (1x): 1996
- Puchar Interkontynentalny (1x): 1997

Portugalia U-20
- Młodzieżowe Mistrzostwo Świata (1x): 1989

Portugalia
- 3. miejsce na mistrzostwach Europy: 2000

### Trenerskie
Videoton FC
- Puchar Ligi Węgierskiej (1x): 2011/12
- Superpuchar Węgier (1x): 2011, 2012

Maccabi Tel Awiw
- Mistrzostwo Izraela (1x): 2013/14

FC Basel
- Mistrzostwo Szwajcarii (1x): 2014/15

Shabab Al-Ahli Dubaj
- ADNOC Pro League (1x): 2024/25
- Puchar Prezydenta: 2024/25
- Superpuchar Zjednoczonych Emiratów Arabskich: 2024

### Indywidualne
- Złoty Guerin: 1995

## Statystyki

### Trener
| Zespół               | Od                | Do                   | Statystyka | Statystyka | Statystyka | Statystyka | Statystyka |
| Zespół               | Od                | Do                   | M          | W          | R          | P          | % W        |
| -------------------- | ----------------- | -------------------- | ---------- | ---------- | ---------- | ---------- | ---------- |
| Queens Park Rangers  | 19 listopada 2008 | 9 kwietnia 2009      | 26         | 7          | 12         | 7          | 26,92      |
| Swansea City         | 23 czerwca 2009   | 4 lipca 2010         | 49         | 18         | 18         | 13         | 36,73      |
| Leicester City       | 7 lipca 2010      | 1 października 2010  | 12         | 4          | 2          | 6          | 33,33      |
| Videoton FC          | 1 czerwca 2011    | 7 stycznia 2013      | 88         | 52         | 17         | 19         | 59,09      |
| Maccabi Tel Awiw     | 11 czerwca 2013   | 28 maja 2014         | 49         | 31         | 10         | 8          | 63,27      |
| FC Basel             | 28 maja 2014      | 17 czerwca 2015      | 50         | 31         | 8          | 11         | 62,00      |
| ACF Fiorentina       | 21 czerwca 2015   | 6 czerwca 2017       | 95         | 43         | 25         | 27         | 45,26      |
| Tianjin Tianhai      | 6 listopada 2017  | 5 października 2018  | 37         | 13         | 10         | 14         | 35,14      |
| Girondins Bordeaux   | 8 marca 2019      | 10 sierpnia 2020     | 42         | 13         | 12         | 17         | 30,95      |
| Polska               | 21 stycznia 2021  | 29 grudnia 2021      | 15         | 6          | 5          | 4          | 40,00      |
| CR Flamengo          | 29 grudnia 2021   | 9 czerwca 2022       | 31         | 18         | 6          | 7          | 58,06      |
| US Salernitana 1919  | 15 lutego 2023    | 10 października 2023 | 25         | 5          | 12         | 8          | 20,00      |
| Shabab Al-Ahli Dubaj | 30 czerwca 2024   | —                    | 51         | 34         | 13         | 4          | 66,67      |
| Łącznie              | Łącznie           | Łącznie              | 571        | 276        | 151        | 144        | 48,34      |

## Życie prywatne
Syn krawcowej i mechanika samochodowego. Uważa się za osobę religijną. W latach 1994–2003 żonaty z Cristiną Neto de Almeidą, z którą ma dwoje dzieci: córkę Marię Madalenę (ur. 1995) i syna Guilherme (ur. 2003). Od 2006 związany z Cristiną Möhler (ur. 23 maja 1975), pochodzącą z Lizbony osobowością telewizyjną, prezenterką i byłą modelką. W styczniu 2007 w Estoril para wzięła ślub cywilny, a kilka miesięcy później, w Maroku – ślub kościelny. Jego druga żona ma córkę z poprzedniego związku – Natachę (ur. 1999).

## Odznaczenia
- Kawaler Orderu Infanta Henryka – 1989[11]